# Arbeiterfamilie (Film)
Arbeiterfamilie ist ein Dokumentarfilm des DEFA-Studios für Kurzfilme von Jürgen Böttcher aus dem Jahr 1969.

## Handlung
Arbeiter und Arbeiterinnen der Abteilung Kernbau aus dem Dresdener VEB Transformatoren- und Röntgenwerk, Overbeckstr. 48 machen mit einem Bus eine Rundfahrt durch die Stadt, in der sie arbeiten. Dabei fahren sie durch die Innenstadt mit dem Zwinger, der im Zweiten Weltkrieg zerstörten Frauenkirche, der Ruine der Semperoper, der wieder aufgebauten Katholischen Hofkirche, vorbei an der Anlegestelle der Weißen Flotte, an vielen Neubauten entlang, über die Elbe bis zur Schwebebahn an der Loschwitzer Brücke. Während eines Kameraschwenks über Dresden kann man den wuchtigen Bau des Transformatorenwerks mit dem „TuR“-Emblem auf dem Dach erkennen.
Hier arbeiten die Kollegen, die wir bereits bei der Busfahrt kennengelernt haben. In ihrer Abteilung werden die Kerne für die großen Transformatoren gefertigt. Ein wichtiges Instrument der Mitbestimmung im Betrieb ist die monatliche Aussprache des Kollektivs mit dem Meister Bernhard Liks. Er muss hier Rechenschaft ablegen und gemeinsam wird nach Verbesserungen in der Produktion sowie bei den Arbeitsbedingungen gesucht. Die positiven Auswirkungen dieser Zusammenkünfte erkennt man daran, dass die Kernbauer bereits zum zweiten Mal als Kollektiv der sozialistischen Arbeit ausgezeichnet werden. Bereits acht Jahre sind bis zu dieser Feier vergangen, seit die Arbeiter beschlossen haben, nach den neuen Methoden zu arbeiten, gegen eigene Widerstände und Gewohnheiten. Sie haben gelernt, dass das Werk und das Leben so gut ist wie sie selbst. Der Meister fügt aber ein, dass es immer wieder Probleme gibt und es die Anstrengungen eines jeden Einzelnen bedarf, das Niveau zu halten und sich immer wieder neu zu steigern. 
Die Vorhut des Kollektivs ist die Parteigruppe der SED. Das sind die 23 Genossen unter den 90 Kernbauern. Sie wollen alle mitziehen auf dem Weg zum Sozialismus, egal ob Parteimitglied oder nicht, Widersprüche und Konflikte verhindern. Sollte es ungeklärte Probleme geben, wird offen darüber gesprochen, bis die Angelegenheit geklärt ist. Bernhard Liks arbeitet seit 1952 im Betrieb, ursprünglich als einfacher Arbeiter und parteilos, heute ist er Meister und Kommunist. Seine Frau ist Sekretärin und bei einem Besuch bei ihnen zu Hause spielt er gerade mit seiner Enkelin. Er liest viel, geht oft ins Theater und liebt die Geselligkeit. Seine Tochter ist Kindergärtnerin und der Schwiegersohn studiert an der Ingenieurschule. Außer den eigenen Kindern betreuen die Kernbauer als Patenbetrieb auch eine Schulklasse seit ihrer Einschulung. Sie unterstützen die Schüler der jetzigen 10. Klasse, damit sie alle ohne Probleme ihre Leistungen halten und verbessern können. Vor allen Dingen helfen die Aussprachen bei den häufigen gegenseitigen Besuche. Dann gibt es mit der Sopranistin Gudrun Schäfer, dem Musikdramaturgen Winfried Bönsch und dem Kapellmeister Wolfgang Bode von den Sächsischen Staatstheatern noch weitere Angehörige dieser großen Familie. Auch hier gehört das gegenseitige Lernen voneinander zu den wichtigsten Errungenschaften dieser Verbindung.
In der weiteren Folge des Films werden einzelne Kollegen der Kernbauer vorgestellt, welche Funktionen sie haben, wie ihr Privatleben aussieht. Auch über den Besuch des Volkskammerabgeordneten und stellvertretenden Ministers für Außenwirtschaft Kurt Fenske wird berichtet, von dem die Kollektivmitglieder brauchbare Hinweise erhalten. Als das Kollektiv das erste Mal mit dem Ehrentitel ausgezeichnet wurde, haben die vietnamesischen Genossen, die zu einem Praktikum im Betrieb weilen, mit einem Tanz zur staatlichen Auszeichnung gratuliert. Das wurde durch den Amateurfilmer Günter Becker, der mit einer Schmalfilmkamera vieles Interessante während der Freizeit und der Arbeit aufzeichnet, bei der Feier festgehalten. Auch heute noch arbeiten vietnamesische Kollegen als Kernbauer und sind Mitglieder der Brigade. Auf die Frage an den Meister, wer ihm der Liebste seiner Mitarbeiter ist, meint er nur, dass für ihn alle gleich sind, er will jedem helfen, eine Persönlichkeit zu werden, deshalb will er keinen bevorzugen. Auch der Direktor des Transformatoren- und Röntgenwerks und somit Vorgesetzter von etwa 5000 Angestellten geht gern in die Abteilungen, um sich mit den Kollegen über ihre Probleme zu unterhalten. Besonders beeindruckt sind diese, da er erst 32 Jahre alt ist und bereits eine solch große Aufgabe übertragen bekommen hat. Um auch zu vermitteln, dass die Kunst, ebenso wie die Bildung und Qualifizierung nicht zu kurz kommen, wird gezeigt, wie Winfried Bönsch einen Einführungsvortrag zu der Oper Die Zaubergeige von Werner Egk hält. 
Fazit: Wenn dieser Film in den Kinos läuft, werden sich alle ein wenig geändert haben, sie und ihre Familien. Bleiben werden sie aber eine Familie von Arbeitern.

## Produktion und Veröffentlichung
Arbeiterfamilie wurde von der Künstlerischen Arbeitsgemeinschaft (KAG) camera DDR im Auftrag des Ministeriums für Auswärtige Angelegenheiten der DDR als Schwarzweißfilm hergestellt. Ein Premierendatum ist nicht nachzuweisen.